# Trolleybus d'Ostrava
Le trolleybus d'Ostrava dessert la ville d'Ostrava en République tchèque. Ce réseau est exploité par l'entreprise publique Dopravním podnikem Ostrava.

## Réseau actuel

### Matériel roulant
| Photo | Modèle              | Quantité |
| ----- | ------------------- | -------- |
|       | Škoda 14Tr          | 39       |
|       | Škoda 15Tr          | 10       |
|       | Škoda 21Tr          | 15       |
|       | Solaris Trollino 12 | 14       |
|       | Solaris Trollino 15 | 4        |
|       | Solaris Trollino 18 | 1        |
|       | SOR TN 12           | 1        |
|       | Škoda 27Tr Solaris  | 3        |
|       | Škoda 26Tr Solaris  | 7        |
|       | SOR TNB 12          | ?        |
|       | SOR TNB 18          | ?        |